# Showbiz
Pour l’article homonyme, voir Show Business.
Albums de Muse
Muscle Museum EP
(1999) Origin of Symmetry
(2001)
Singles
1. Uno
Sortie : 14 juin 1999
2. Cave
Sortie : 6 septembre 1999
3. Muscle Museum
Sortie : 22 novembre 1999
4. Sunburn
Sortie : 21 février 2000
5. Unintended
Sortie : 30 mai 2000

Showbiz est le premier album du groupe de rock alternatif britannique Muse, paru en 1999. L'album a été produit par le groupe, épaulé par John Leckie et Paul Reeve. Il a obtenu un succès commercial modéré à sa sortie, bien que certifié par la suite disque de platine au Royaume-Uni, ainsi que des critiques mitigées mais a permis au groupe de se faire connaître, notamment par le biais d'une tournée à travers le monde pendant un an et demi.

## Historique
En avril et mai 1999, Muse enregistre son premier album en un peu plus de cinq semaines, dont trois au Sawmills Studio, un ancien moulin en pleine campagne des Cornouailles et deux et demie dans les RAK Studios londoniens. L'album présente un style musical à la fois agressif et mélancolique, alors que les paroles des chansons font référence aux relations humaines et aux difficultés que le groupe a connu pour percer alors que ses membres étaient trois adolescents de Teignmouth. La plupart des chansons de l'album ont été écrites en 1997, alors que Matthew Bellamy, leader du groupe, avait entrepris un long périple à travers l'Europe. Cependant, les faces-B des différents singles, ainsi que Sober, sont des compositions plus anciennes, alors que Muse sortait ses premières démos, dans la seconde moitié des années 1990.
La pochette de l'album, représentant une jeune femme dans un paysage lunaire, est réalisée par Matthew Bellamy et Tanya Andrew, sa petite amie de l'époque, l'image de la jeune femme provenant d'un magazine Vogue datant des années 1960. Cave apparaît sur la bande originale du film Little Nicky (2000) alors que Sunburn a été utilisée comme bande son pour la publicité des iMac.

## Tournée
La tournée promotionnelle de Showbiz commence avant même la sortie de l'album puisque le groupe se produit dans plusieurs festivals au Royaume-Uni, en Allemagne et en France (La Route du Rock), ainsi qu'à Woodstock 1999, pendant l'été 1999. Après cinq dates aux États-Unis, le groupe donne 92 concerts en Europe jusqu'en février 2000 et fait découvrir des titres inédits comme Plug In Baby. Le groupe assure ensuite la première partie de la tournée américaine des Red Hot Chili Peppers en mars et avril avant de revenir en Europe en mai pour une nouvelle série de concerts puis de festivals estivaux. La tournée se poursuit avec des dates au Japon, en Australie et en Scandinavie et se termine le 4 novembre 2000 à Copenhague. C'est à travers l'énergie et la qualité de son que le groupe dégage sur scène qu'il contribue à se faire connaître du public.

## Classements et certifications
| Pays               | Positions |
| ------------------ | --------- |
| Australie          | 28        |
| Belgique Comm. fl. | 29        |
| Belgique Comm. fr. | 41        |
| Finlande           | 45        |
| France             | 59        |
| Irlande            | 46        |
| Norvège            | 38        |
| Pays-Bas           | 53        |
| Royaume-Uni        | 29        |

| Pays        | Ventes    | Certifications |
| ----------- | --------- | -------------- |
| Australie   | 35 000 +  | Or             |
| Belgique    | 15 000 +  | Or             |
| Pays-Bas    | 40 000 +  | Or             |
| Royaume-Uni | 300 000 + | Platine        |

## Accueil critique
L'album a obtenu des critiques très diverses, une partie de la presse l'accusant de plagier Radiohead. Parmi les critiques positives, Sarah Zupko, de PopMatters, lui donne la note de 8/10, écrivant que l'album « présente une remarquable maturité et une tentative vraiment percutante de diversité musicale ». Emmanuel Tellier et JD Beauvallet, des Inrockuptibles, estiment qu'il s'agit de « l’un des meilleurs albums de l’année » même si « le producteur John Leckie se révèle un incontrôlable aseptiseur, un polisseur malgré lui. En contenant (au moins pendant la première partie de l’album) les débordements, convulsions et emportements de ces décharges électriques entre les murs droits de la raison, il se contenterait volontiers de les regarder volasser en rond, en cage. Heureusement, on ne retient pas en captivité Muscle Museum, Cave, Sunburn ou Uno, qui échappent à toute vigilance ». Et Carole Le Bras, de Music Story, lui donne 3,5 étoiles sur 5, évoquant un « album riche en émotions entre les titres énergiques et les douces ballades » d'un groupe qui « sait envoyer le plus violent des sons sans entrer dans la cacophonie ».
Du côté des critiques mitigées ou négatives, Brent Di Crescenzo, de Pitchfork, lui donne la note de 6,7/10, écrivant que Showbiz présente les « qualités et défauts d'un premier album prometteur » avec d'un côté un « enthousiasme sincère et une composition directe » et de l'autre « un manque de profondeur émotionnelle et une influence trop visible du producteur ». La rédaction du New Musical Express, lui donne la note de 6/10, évoquant un album « pas aussi malin qu'il pense l'être » et qui « attire inévitablement la comparaison avec Radiohead », comportant certaines chansons, Unintended et Showbiz « trop travaillées et enclines à de la poésie atrocement mauvaise » alors que d'autres, Uno, Cave et Fillip, expriment avec un « sentiment parfait » le « côté théâtral » du groupe. Franck Vergeade, du site magicrpm, lui donne 1 étoile sur 6, estimant que « ce trio ressemble à s'y méprendre à un clone de la bande à Thom Yorke, période Pablo Honey » et que « ce rock fiévreux se vautre, souvent avec la grâce d'un cochon trébuchant dans la fange, dans le pire pompiérisme ».

## Liste des titres
Toutes les chansons sont écrites et composées par Matthew Bellamy.
| No  | Titre                                        | Durée |
| --- | -------------------------------------------- | ----- |
| 1.  | Sunburn                                      | 3:54  |
| 2.  | Muscle Museum                                | 4:24  |
| 3.  | Fillip                                       | 4:00  |
| 4.  | Falling Down                                 | 4:34  |
| 5.  | Cave                                         | 4:46  |
| 6.  | Showbiz                                      | 5:18  |
| 7.  | Unintended                                   | 3:58  |
| 8.  | Uno                                          | 3:38  |
| 9.  | Sober                                        | 4:04  |
| 10. | Escape                                       | 3:32  |
| 11. | Overdue                                      | 2:27  |
| 12. | Hate This & I'll Love You                    | 5:12  |
| 13. | Spiral Static (Version japonaise uniquement) | 4:44  |

## Crédits
- Matthew Bellamy – chant, guitare, clavier, samples
- Dominic Howard – batterie, percussions
- Christopher Wolstenholme – basse, chœurs
- John Leckie - production et mixage sur Sunburn, Fillip, Falling Down, Cave, Escape, Overdue et Hate This & I'll Love You
- Paul Reeve - production et mixage sur Muscle Museum, Unintended, Uno et Sober, chœurs sur Unintended, Uno, Overdue et Hate This & I'll Love You